# Хазбулатов, Бекхан Абусупьянович
Бекхан Абусупьянович Хасбулатов (род. 15 июля 1953, Энбекши-Казахский район, Алма-Атинская область) — советский и российский учёный, общественный и политический деятель, доктор филологических наук, ректор Чеченского педагогического университета, Заслуженный деятель науки Чеченской Республики.

## Биография
Родился в Казахстане в годы депортации. В 1970 году окончил школу в селе Толстой-Юрт, а в 1976 году — Чечено-Ингушский университет по специальности «Русский язык и литература». После окончания учёбы работал учителем русского языка и литературы в Толстой-Юртовской средней школе № 2. Работал в этой школе на различных должностях, вплоть до директора школы.
С 1984 года ассистент кафедры русского языка Чечено-Ингушского государственного педагогического института. В 1986 году поступил в аспирантуру в Московский областной педагогический институт. В 1990 году защитил кандидатскую диссертацию «Продуктивные словообразовательные процессы в русском языке 60-80 гг. XX в.: образование отсубстантивных имен существительных» и был избран деканом филологического факультета Чечено-Ингушского педагогического института. В 1993 году Хазбулатов стал доцентом кафедры русского языка, а в 1995 году — ректором педагогического института. Занимал это должность до 2013 года. В 2004 году стал доктором филологических наук. Тема докторской диссертации — «Фитонимы в чеченском языке: синхронно-диахронный анализ» (научный консультант И. Ю. Алироев; официальные оппоненты З. М. Габуниа, М. Р. Овхадов, Э. М. Шейхов). Автор более 70 научных работ, в числе которых монографии, студенческие учебные пособия и словари. Является почётным профессором ряда вузов и академиком нескольких отраслевых академий, среди которых Международная академия наук педагогического образования.
В 2001—2013 годах — председатель Совета ректоров вузов Чечни. Был членом Общественной палаты Чечни. В 2003 году стал руководителем региональной общественной организации «Интеллектуальный центр Чеченской Республики». Депутат Парламента Чеченской Республики 3-го, 4-го и 5-го созывов. Член партии «Единая Россия». Является председателем республиканского комитета по образованию, науке и культуре, членом комитета по вопросам законодательства, государственного строительства и местного самоуправления и комитета по вопросам социальной политики, здравоохранения и спорта.

## Награды
- Заслуженный работник высшей школы Российской Федерации
- Почётный знак «За трудовое отличие» (6 сентября 2019) — за безупречный добросовестный труд, высокий профессионализм, проявленный при исполнении должностных обязанностей
- Заслуженный деятель науки Чеченской Республики
- Медаль К. Д. Ушинского
- Почётный гражданин городы Грозный